# Familjen Mozarts stora turné

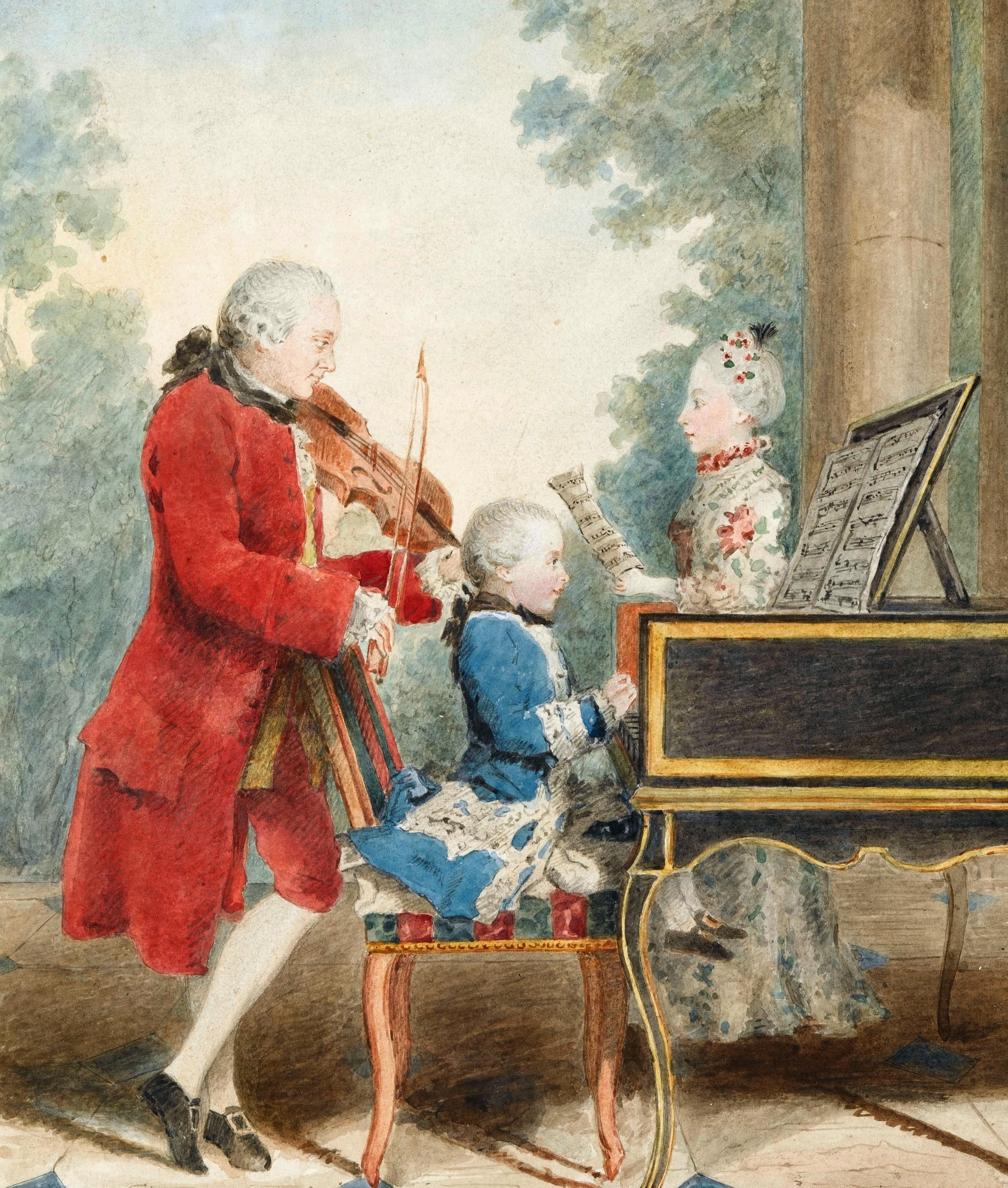
Leopold, Wolfgang och Nannerl. Akvarell av Louis Carrogis Carmontelle omkring 1763–64

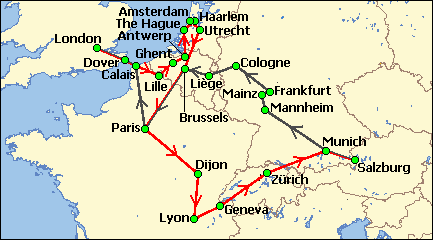
En grön pil visar sällskapets utresa från Salzburg till London via Mannheim, Köln, Liège, Bryssel och Paris. En röd linje visar återresan via Nederländerna, Paris, Lyon, Genève och Zürich.

Familjen Mozarts stora turné var en resa genom Europa, som företogs av Leopold Mozart, hans fru Anna Maria och deras musikaliska underbarn Maria Anna (Nannerl) och Wolfgang Amadeus mellan 1763 och 1766. Barnen var elva respektive sju år gamla, när resan påbörjades.
Pappa Leopold hade visat upp barnens förmågor under ett besök till Wien 1762, då de spelade vid hovet för kejsarinnan Maria Theresia. Han fick ledigt från sin tjänst som biträdande kapellmästare hos ärkebiskopen av Salzburg för en längre resa.
Den första etappen på resan tog familjen via München och Frankfurt till Bryssel och därifrån till Paris, där sällskapet stannade i fem månader. Därefter reste de till London, där Wolfgang Mozart under mer än ett års tid lärde känna dåtidens mest kända musiker och komponerade sina första symfonier. Familjen flyttade sedan till Nederländerna, där barnens musikaliska framträdanden avbröts av sjukdomsperioder. Under hemresan gjordes ett andra uppehåll i Paris och en färd genom Schweiz, innan familjen återkom till Salzburg i november 1766. 

## Första etappen

Wolfgang Amadeus Mozart 1763, vid resans början, iförd ett livré som han fått av Maria Theresa av Österrike året innan

Avresan från Salzburg skedde den 9 juli 1763 och gick först till München med konserter för Maximilian III, och Augsburg med tre konserter. Efter besök vid hovet i Mannheim gav Mozarts tre konserter i Mainz. Från Mainz tog familjen båt uppför floden Main till Frankfurt, där flera konserter genomfördes. En av dem som var åhörare var den 14-årige Johann Wolfgang von Goethe, som flera år senare talade om "den lille figuren med peruk och svärd".
Familjen fortsatte med flodbåt till Koblenz, Bonn och Köln. De åkte sedan till Aachen, där de gav föreställningar för prinsessan Anna Amalia av Preussen, som var syster till Frederik den store. De fortsatte till Österrikiska Nederländerna och anlände till Bryssel den 5 oktober. Efter flera veckors väntan på att generalguvernören Karl Alexander av Lothringen skulle kalla på dem, gav Mozarts en konsert närvaro av prinsen den 7 november, och avreste den 15 november till Paris.

### Paris
Familjen Mozart anlände den 18 november 1763 till Paris, som vid denna tid var ett av Europas viktigaste musikcentra. Leopold Mozart hade hoppats bli mottagen vid kung Ludvig XV:s hov i  Versailles, men ett nyligen inträffat dödsfall i kungafamiljen lade hinder i vägen för en omedelbar inbjudan.
Det finns inga uppgifter om att barnen skulle ha gett en formell konsert i Versailles, men möjligen hölls en privat konsert. Mozarts gav andra konserter i Paris den 10 mars och den 9 april på en privatägd teater.

### London
Familjen for från Paris till Calais den 10 april och tog sig över Engelska kanalen i en hyrd båt. De anlände till London den 23 april.
Introduktionsbrev från Paris visade sig framgångsrika och den 27 april, fyra dagar efter sin ankomst sick barnen spela för kung George III och hans 19-åriga tyska drottning Charlotte av Mecklenburg-Strelitz.
Leopold Mozart insjuknade och Wolfgang ägnade sig i ställ åt att komponera bland andra sina första symfonier. Efter faderns tillfrisknande i september återtog familjen konsertlivet och spelade vid jubileet över kung Georgs trontillträde den 25 oktober och därefter på konserter den 21 februari och den 13 maj 1765. Familjen lämnade London den 24 juli 1765.

### Nederländerna

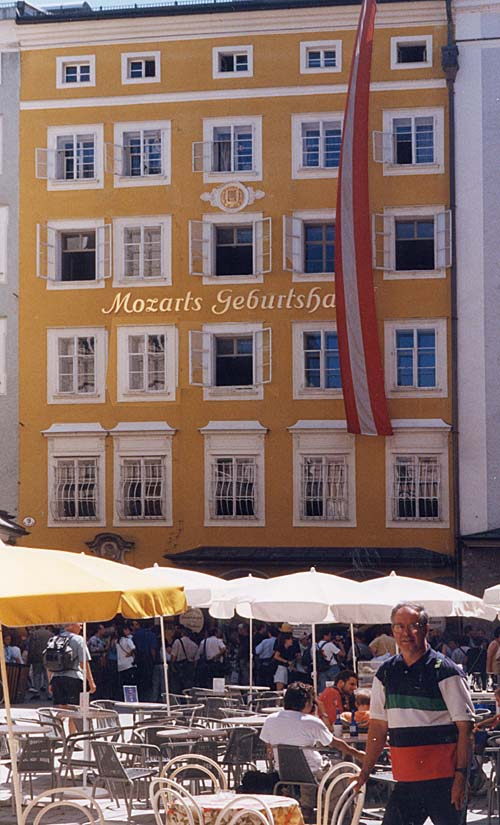
Familjens bostad på Getreidegasse 9 i Salzburg. Bostaden låg i våningsplanet omedelbart över skylten "Mozarts Geburtshaus"

Leopold Mozart övertalades av ett sändebud för prinsessan Carolina av Oranien, syster till Willem V av Oranien, att bege sig till Haag som gäster till hovet. Sällskapet stannade efter Calais en månad i Lille, efter det att Wolfgang Amadeus fått halsfluss och Leopold därefter också insjuknat. På vägen till Nederländerna gav Wolfgang konserter i Gent och i Antwerpen.
Under tiden i Nederländerna var båda barnen sjuka under perioder. Familjen lämnade Haag i slutet av mars via Haarlem, Amsterdam, Utrecht, Bryssel och Valenciennes, för att komma till  Paris den 10 maj.

### Hemresan
Familjen stannade i Paris två månader, men gav inga konserter där. Den reste därefter hem via Schweiz med konserter i Genève, Lausanne och Zürich. Efter tolv dagar som gäster hos prinsen Fürstenberg i Donaueschingen, kom de till München den 8 november. Tillbaka till Salzburg kom de den 29 november 1766.